# Женя Лукашин
Евге́ний Миха́йлович (Женя) Лука́шин — главный герой пьесы Эмиля Брагинского и Эльдара Рязанова и снятого по ней фильма «Ирония судьбы, или С лёгким паром!». Один из самых узнаваемых киногероев СССР. В фильме 1975 года роль была воплощена актером Андреем Мягковым.

## История появления
Персонаж впервые появился в пьесе Эмиля Брагинского и Эльдара Рязанова «С легким паром! или Однажды в новогоднюю ночь…», написанной в 1969 году. Авторы неоднократно признавались, что главной целью создания пьесы был заработок, и замысел оправдался: на момент выхода фильма в СССР было уже более 100 постановок пьесы.
Считается, что первым театром, поставившим пьесу, был Уссурийский городской драматический театр, а первым исполнителем роли Жени Лукашина стал актёр Виктор Колобов.

#### Прототипы
В начале опубликованной новеллизации авторы отмечают, что у Лукашина был реальный прототип: некий Н., после вечеринки в бане «ушедший в отключку» и ради шутки отправленный его товарищем Б. на поезде в другой город. Популярно мнение, что упомянутым шутником был композитор Никита Богословский. Сам Богословский в интервью отрицал своё прямое участие в проведении розыгрыша, говоря, что только присутствовал при этих событиях. Организатором розыгрыша Богословский называет писателя Валентина Катаева, а прототипом Лукашина — писателя Юрия Олешу.
Другая версия связывает появление фабулы пьесы и персонажа Лукашина с историей, произошедшей с участниками соревнований по шахматам среди глухих Лиром Муратовым и Сергеем Саловым. Лир и Сергей летели из Москвы в Омск, а, когда самолёт из-за погодных условий приземлился в Новосибирске, не поняли этого, и начали перемещаться по городу, пытаясь найти по омскому адресу место проведения турнира. Эта история неоднократно освещалась в советской прессе, поэтому весьма вероятно, что Брагинский и Рязанов были с ней знакомы и дополнили пьесу деталями, связанными с ней (самолётом, случайно совпавшим адресом в другом городе, такси и т. д.).
Публицист Павел Сурков отмечает, что предшественниками Лукашина стали главные герои предыдущих фильмов Рязанова: Юрий Деточкин из фильма «Берегись автомобиля» (1966) и Владимир Орешников из картины «Зигзаг удачи» (1968). Сурков пишет, что все трое героев относятся к типажу «рефлексирующего добряка» и «похожи друг на друга, как разлученные в детстве близнецы». Сходность Орешникова и Лукашина также подчёркивается режиссёром в некоторых кадрах «Иронии судьбы», в частности, оба героя оказываются в компании нравящейся им блондинки и её ревнивого мужчины, причем даже расположение героев в кадре и детали костюмов полностью совпадают, что считают сознательной самоцитатой Рязанова.

#### Фамилия
К моменту написания пьесы фамилия Лукашин встречалась во многих регионах СССР, хотя и не была особенно распространена. К известным носителям фамилии можно отнести Первого секретаря ЦК Компартии Армении Сергея Лукашина, депутата Верховного Совета СССР Петра Лукашина и писателя Илью Лукашина, хотя то, что Рязанов и Брагинский имели в виду параллель своего персонажа с кем-то из этих Лукашиных, маловероятно.
Встречается версия, что в первоначальном варианте главный герой должен был носить фамилию Алкашин. Версия не подтверждается текстом пьесы и сохранившимися фотографиями театральных программок, однако парадоксальная аллитерация слова «алкаш» и фамилии практически непьющего Жени Лукашина, вероятно, могла учитываться авторами при выборе фамилии героя.
Литератор Александр Щипин высказывает версию, согласно которой в главном герое фильма Рязанова живёт одерживающий победу бес, а сама фамилия Лукашин намекает на одно из традиционных прозвищ дьявола — Лукавый.
В тексте пьесы Брагинского и Рязанова одна из первых реплик невесты Лукашина Гали сопровождается ремаркой «лукаво», подчёркивая, в том числе, что лукавство в этой паре характеризует именно Галю, а не носящего созвучную с этим словом фамилию персонажа.

#### Киновоплощение
Режиссёр Эльдар Рязанов неоднократно рассказывал, что на роль Лукашина претендовал Андрей Миронов, которому сам Рязанов предлагал сыграть Ипполита. На кинопробах Миронову надо было сыграть эпизод, в котором Лукашин застенчиво признаётся, что никогда не пользовался успехом у женщин, но, по словам режиссёра, «правды жизни, веры в актёрскую убедительность не возникало… психофизическая сущность артиста расходилась с образом, со словами».
Также известно, что на роль Лукашина пробовались Олег Даль, Пётр Вельяминов и Станислав Любшин, но их кинопробы Эльдара Рязанова также не убедили.
В итоге роль досталась актёру театра «Современник» Андрею Мягкову, которого на пробы привела ассистентка Рязанова Наталья Коренева, а песни Лукашина в фильме исполняет бард Сергей Никитин.

## Биография
Текст пьесы и сценарий фильма дают довольно мало информации о биографии Лукашина. На момент действия сюжета ему тридцать шесть лет, он работает хирургом в поликлинике и живёт в московской квартире со своей мамой, Мариной Дмитриевной.
Деталь про то, что Лукашин с мамой (и, соответственно, Надя Шевелёва со своей мамой) только что переехали в новые квартиры, появилась только в киноверсии истории: в оригинальной пьесе Лукашин говорит, что живёт в своей квартире на улице Строителей уже семь лет. В пьесе также есть и небольшое отличие в адресе Лукашина от известного по фильму: название улицы и номер дома (Третья улица Строителей, дом 25) совпадают, но в пьесе номер квартиры 3, а не 12, как в фильме (вероятно, для вида из окна и сцен в лифте создателям фильма хотелось, чтобы Лукашин и Шевелёва жили не на первом этаже, где должна была бы располагаться квартира под номером 3, кроме того, число 12 традиционно ассоциируется с новогодней тематикой).
Лукашин поддерживает отношения с тремя друзьями детства — Павлом, Михаилом и Александром. В тексте пьесы авторы отдельно уточняют, что все четверо одного возраста, кроме того, из разговора Павла с Мариной Дмитриевной становится понятно, что герои знакомы с самого детства. Поддерживаемая ими традиция ежегодного посещения бани в канун Нового года и становится определяющей в завязке сюжета истории.
На момент начала действия Лукашин не женат (единственный из четверых друзей), но готовится сделать предложение своей невесте Гале, рассказывая об этом плане и матери, и своим друзьям, и самой Гале. Про личную жизнь Жени до начала действия фильма и пьесы также известно немного. В 8 классе он влюбился в одноклассницу Иру, которая, по его словам, не обращала на него никакого внимания и впоследствии вышла замуж за друга Жени Павла (в пьесе также есть реплика о том, что на момент действия «Иронии судьбы» у Павла и Ирины дочь уже готовится к поступлению в институт). Также в начале истории Лукашин рассказывает, что однажды делал предложение девушке, но, получив согласие, испугался и улетел в Ленинград.
Про свой характер Лукашин говорит: «меня всю жизнь считали стеснительным. Мама говорит, на мне все ездят, друзья тюфяком прозвали… Я сам о себе был такого же мнения». Свой консерватизм и зависимость от чужого мнения сам Лукашин косвенно объясняет профессией, в которой «иметь собственное мнение особенно трудно: а вдруг оно ошибочно?».
Лукашин умеет играть на гитаре и петь. В фильме Рязанова он исполняет песни на стихи Бориса Пастернака, Александра Аронова, Владимира Киршона, а также стихотворение Александра Кочеткова.
По ходу действия «Иронии судьбы» Лукашин случайно оказывается в Ленинграде, знакомится с учительницей Надеждой Шевелёвой и влюбляется в неё. «Ирония судьбы» заканчивается эпизодом, в котором Надежда неожиданно для Лукашина приезжает к нему в Москву.
В 2007 году вышел сиквел картины Рязанова «Ирония судьбы. Продолжение», снятый режиссёром Тимуром Бекмамбетовым. Согласно сюжету этой картины, Лукашин (роль также сыграл Андрей Мягков) и Надя вскоре расстались и вернулись к прошлым партнерам (Лукашин — к Гале, а Надя — к Ипполиту). У Лукашина и Гали есть сын Константин. По сюжету фильма-сиквела Лукашин и Надя снова встречаются и к концу истории снова оказываются вместе, равно как и Константин с дочерью Нади и Ипполита Надеждой.

## Восприятие
Несмотря на то, что фильм «Ирония судьбы, или С легким паром!» стабильно попадает в списки самых любимых зрителями советских фильмов, отношение к образу Жени Лукашина с самого начала было неоднозначным.
Сам исполнитель кинороли Лукашина Андрей Мягков не скрывал, что не очень любит этого персонажа и расстраивался, что стал сильно ассоциироваться с ним в зрительском сознании:

«Ну какой это герой? Сделал девушке предложение, а спустя несколько часов бросил её и влюбился в другую. Разве это красивый поступок? Он ведь и сам несчастный человек, который не может устроиться в жизни, и других делает несчастными»

Кинокритик Ксения Рождественская объясняет многолетнюю популярность «Иронии судьбы» и конкретно Лукашина тем, что с годами, вместе с изменениями в стране, у зрителя меняется отношение к этому образу. По её словам, в 1980-х годах (пока в стране шла борьба с алкоголизмом) зрители завидовали Лукашину, который и пил, и успевал влюбиться. В 1990-х годах зрители обожали Лукашина, похожего на весь советский народ, который в бессознательном состоянии запихивали в один самолёт, а выгружали уже в другом мире. А в нулевых, по словам Рождественской, Лукашина возненавидели, зачастую считая, что Надя больше достойна Ипполита, чем «тюфяка, превратившегося в хама».
Журналист Михаил Трофименков считает, что в течение всей своей карьеры актёр-интеллигент Андрей Мягков создавал образ русского интеллигента, и Женя Лукашин — это одна из проявлений этого большого образа. Трофименков также находит черты Лукашина во многих более поздних актёрских работах Мягкова.
Психолог Анна Завороднева отмечает, что в картине Рязанова нет ни одного однозначно положительного героя. Лукашина в своем разборе она называет пассивно-агрессивным персонажем со склонностью к алкоголизму, определённой степенью нарциссизма и трусливости.
Автор «Булгаковской энциклопедии» Борис Соколов считает, что образ Лукашина имеет очевидные пересечения с образом Степана Лиходеева из романа «Мастер и Маргарита», который также после обильного употребления алкоголя неожиданно для себя оказался в другом городе.
Литератор Александр Щипин предлагает парадоксальную трактовку образа Лукашина, согласно которой главный герой меняется местами с бесом (традиционно обитающим в бане). Среди подтверждений теории о религиозном подтексте в картине Щипин называет символическую поездку в город Петра вместо Павла, отвращение к рыбе (символу Христа), попытку Нади изгнать Лукашина при помощи окропления водой и многое другое.

## Культурное влияние
Образ Лукашина считается одним из самых известных и в актёрской карьере Андрея Мягкова, и во всем советском кинематографе в целом.
За роль Евгения Лукашина актёр Андрей Мягков в 1977 году получил Государственную премию СССР, в том же году Мягков-Лукашин был признан лучшим актёром года согласно результатам опроса журнала «Советский экран».
В 2007 году в доме на проспекте Вернадского в Москве, где происходили съёмки фильма Рязанова, был установлен памятник: портфель Жени Лукашина с торчащим из него веником и надпись «Здесь жил Женя Лукашин».
В 2014 году администрация Владикавказа объявила о намерении установить памятник Жене Лукашину работы скульптора Владимира Соскиева. Памятник планировалось установить в сквере возле гостиницы «Владикавказ».
В 2009 году режиссёр Олег Фомин снял ситуационную комедию «Самый лучший фильм 2», одна из сцен которой пародирует «Иронию судьбы». Роль, аналогичную Жене Лукашину, в фильме исполнил Гарик Харламов.
Вышедший в 2012 году фильм Виктора Шамирова «Со мною вот что происходит» наполнен отсылками к «Иронии судьбы». Общие черты с Женей Лукашиным прослеживаются у обоих главных героев картины, братьев, роли которых исполняют Гоша Куценко и Виктор Шамиров.
В 2013 году в Индии вышел неавторизованный ремейк «Иронии судьбы» — фильм «Я люблю Новый год». Роль Рандхира, аналогичную роли Евгения Лукашина, сыграл Санни Деол.
В 2021 году стало известно о съёмках американского ремейка «Иронии судьбы» режиссёром Марюсом Вайсбергом. Роль американского «аналога» Лукашина исполняет актёр Томас Манн.

#### Пародии
Образ Жени Лукашина многократно пародировался в юмористических передачах и проектах. В частности, в КВН Лукашина сыграли Александр Ревва (Утомлённые солнцем), Артур Диланян (ГородЪ ПятигорскЪ), Дмитрий Колчин (СОК), Дмитрий Нагиев и Максим Яценко (Сборная Татнефти), Иван Кулаков (Радио Свобода), Александр Шнайдер (Город развлечений), Тамерлан Салиев (Добрянка), Дмитрий Черных (Четыре татарина), Георгий Гигашвили (Сборная Физтеха) и другие.[значимость факта?]
Фильм «Ирония судьбы» несколько раз пародировался в популярной юмористической передаче «Большая разница». Чаще всего роль Жени Лукашина в пародиях исполнял актёр Сергей Бурунов.[значимость факта?]
Пародии на фильм и на образ Лукашина также использовались в передачах «Вечерний Ургант», «Оба-на!», «Осторожно, модерн!», Камеди Клаб и других.[значимость факта?]
Пародия на фильм и на образ Лукашина была в фильме СамоИрония судьбы.[значимость факта?]